# بذيرة جيرية صلبة
بذيرة جيرية صلبة (الاسم العلمي: Coccolithus robustus) هي نوع من الأسناخ الصبغية يتبع جنس البذيرة الجيرية من الفصيلة البذيرية الجيرية.